# Unipotencja
Unipotencja – zdolność różnicowania się jednego rodzaju komórek w ściśle określony inny rodzaj komórek. W trakcie rozwoju osobniczego jest kolejną fazą po multipotencji. Jest cechą typową dla komórek somatycznych.